# Kathina
De Kathina is periode van een maand waarin de boeddhistische leken kleding aanbieden aan de bhikkhus die het regenseizoen (de vassa of pansa) samen hebben doorgebracht in een monastieke setting. In het verleden maakten de bhikkhus van een door de burgerij gegeven lap stof, vóórdat het ochtendgloren plaatsvindt, een traditioneel monniken-kleed wat voldoet aan de eisen van de Vinaya. Dat stuk textiel werd gegeven aan de monniken die het regenseizoen in het betreffende klooster hadden doorgebracht. Deze traditie leeft nog een slechts enkele woud-vestigingen in Thailand. Elders is in de 20ste eeuw overgegaan tot het aanbieden van kant-en-klare kleding uit de monnikswinkel ter plaatse. Kathina is een belangrijk festival in Theravada boeddhistische landen als Thailand, Myanmar en Sri Lanka.
De Kathinamaand valt normaal gesproken in oktober of november, afhankelijk van de Hindoe maankalender. De Kathina wordt in detail beschreven in de Vinaya van het Pali Canon. De naam 'Kathina' komt van een houten installatie die in de tijd van de Boeddha door de monniken gebruikt werd om monnikskleden te maken. Deze installatie werd na het Kathinaseizoen weer afgebroken.
Elke monniks-vestiging bepaalt zelf op welke dag ze de Kathina zal houden. Gedurende de Kathinamaand vinden er dus elke dag wel Kathinaceremonieën plaats. Tegenwoordig wordt de Kathinaceremonie vaak in het weekend gehouden omdat dit voor de leken in verband met hun werk beter uitkomt. Veel leken gaan in het Kathinaseizoen een paar keer per week naar de monniken om aan de activiteiten deel te nemen of om naar de Dhamma te luisteren.
In de landen waar het Theravada boeddhisme gepraktiseerd wordt is de Kathinaceremonie een van de voornaamste religieuze evenementen. Het wordt als een eer beschouwd om de textiel, of de set kleding aan te bieden waarvan het monniken-kleed gemaakt zal worden. Vaak worden er de avond vóór de Kathina toespraken over het boeddhisme gegeven in het klooster.

## Activiteiten voor monniken
De activiteiten die volgens de Vinaya door de monniken uitgevoerd dienen te worden op de dag waarop de Kathina plaatsvindt zijn de volgende:
1. het ontvangen van een wit (of reeds gekleurd) kleed van een lekenvolgeling.
2. het knippen van het kleed in de goede maat.
3. het aanbrengen van het correcte motief in het kleed, zodat het identificeerbaar is als een monniken-kleed.
4. het zelf maken van kleurstoffen van natuurlijke producten als bladeren en houtsnippers door deze in water te koken en de concentratie van de kleurstof in het water te verhogen door het water langdurig aan de kook te houden.
5. het aanbrengen van de kleurstof in het kleed door het kleed in het kleurstofconcentraat te koken.
6. het op correcte manier drogen van het kleed, zodat de kleur evenredig verspreid is over het kleed.
7. het correct 'afsluiten' van de Kathina door het gemaakte kleed in een ceremonie te geven aan een van de monniken in het klooster.

Aan deze activiteit nemen normaal gesproken alle monniken van het klooster deel. De Kathina is een gezamenlijke activiteit, en wordt vaak gezien als een manier voor de bhikkhus om het regenseizoen op een harmonieuze manier af te sluiten. Meestal wordt er snel (maar toch zorgvuldig) gewerkt, anders zou het kleed niet voor het ochtendgloren klaar zijn. Wanneer het kleed af is wordt het in een speciale ceremonie aangeboden aan een lid van de lokale gemeenschap van monniken (de Sangha), die zich op een bepaalde manier onderscheiden heeft. Vaak is dit de abt maar het kan ook aan een ander waardevol lid van de gemeenschap gegeven worden.
Tegenwoordig gebruiken veel kloosters moderne technieken als synthetische kleurstoffen, of ze maken het kleed zelf niet maar gebruiken een in een fabriek gefabriceerd monnikenkleed. Veel van de kloosters in de Thaise Bos Traditie gebruiken echter nog steeds de traditionele methodes.